# Детлеф Цюльке
Детлеф Цюльке (нім. Detlef Zühlke, англ. Detlef Zuehlke; нар. 1949, Бад-Пірмонт) — німецький інженер та професор університету.

## Кар'єра
Цюльке вивчав електротехніку та технічну інформатику в Рейнсько-Вестфальському технічному університеті Аахена (RWTH), працював з 1976 по 1985 рр. у верстатобудівній лабораторії WZL RWTH Aachen, і в 1983 році отримав докторську ступінь з програмування роботів як доктор інж. У 1985 році перейшов до Deutsche Lufthansa AG. Тут він останнім часом був начальником головного відділу, відповідальним за технічне обслуговування літаків
З 1991 по 31 березня 2017 року Цюльке обіймав кафедру автоматизації виробництва у Технічному університеті Кайзерслаутерна (TUK, Кайзерслаутерн). У 1998 році він заснував тут Центр взаємодії людини і машини (ZMMI), який надає дослідження та послуги в галузі проектування людино-машинних систем для промислового застосування.
З 2009 року по 31 травня 2017 року очолював науково-дослідний напрямок Innovative Factory Systems (IFS) у Німецькому дослідному центрі штучного інтелекту (DFKI) GmbH.
Цюльке є головним ініціатором технологічної ініціативи SmartFactoryKL e.V. — інтелектуальної фабрики майбутнього, яка була заснована у 2005 році разом із відомими партнерами з промисловості та науки. Партнери разом працюють над інтелектуальною фабрикою майбутнього. Результатом цього є перша європейська демонстраційна фабрика, нейтральна для виробника, виробнича база Industry 4.0 партнерської групи SmartFactoryKL. Тут досліджуються повсякденні технології та ідеї з практики, а новітні ІКТ-технології переносяться на технології автоматизації. Система щорічно виставляється на Ганноверському ярмарку з 2014 року.
У травні 2019 року професор Детлеф Цюльке передав управління SmartFactory-KL професору Мартіну Русковському. Відтоді він організував і заснував разом із SmartFactory-KL Німеччина, Brainport Industries Netherlands та Flanders Make Belgium європейську зонтичну організацію SmartFactory-EU EWIV, яка базується в Кайзерслаутерні, керівником-засновником якої він є. Ця асоціація пропонує всім європейським операторам дослідницько-демонстраційних центрів технологій розумних фабрик платформу для співпраці та інформації.
Його зусилля в усіх напрямках досліджень спрямовані на перенесення принципу «Інтернету речей» у фабричне середовище: «Фабрика речей».

## Праці
- Useware-Engineering für technische Systeme, Springer Verlag, 2004.
- Der intelligente Versager – Das Mensch-Technik-Dilemma, Primus Verlag, 2005.
- SmartFactoryKL – A Vision becomes Reality. Keynote Paper Moscow, 13th IFAC Symposium on Information Control Problems in Manufacturing, 2009.
- SmartFactory — Towards a factory-of-things, IFAC Annual Reviews in Control, Volume 34, 2010.
- Model-Driven Development of Advanced User Interfaces, Springer Verlag, 2011.
- Die Smart Factory für individualisierte Kleinserienfertigung. In: Gunther Reinhart. Handbuch Industrie 4.0: Geschäftsmodelle, Prozesse, Technik. Chapter 6, Pages 691-707, Carl Hanser Verlag, München, 2017.